# 차오바오루역
차오바오루역(중국어: 漕宝路站)은 중국 상하이시 쉬후이구 차오허징 가도·톈린 가도 접경의 차오시로·룽차오로· 후민로의 교차로에 위치한 상하이 지하철 1호선과 12호선의 환승역이다. 상하이 터널 설계원서 설계하였다. 대합실은 남북의 두부분으로 나뉘어 있어 비운임 구역에서 서로 연결되지 않는다.
12호선이 2015년 12월 19일에 개통하면서 1호선-12호선간의 환승역이 되었다.

## 역사

### 시험 공사
1973년 상하이시혁회(上海市革会)는 지하철 시험연구를 위해 상하이시 도시건설국에 차오바오루의 시험공사를 허가했다.

## 역 구조

### 층별 구조
| 지면층   | 출구                            |                                                       |
| 지하 1층 | 1호선 대합실                    | 2·3번 출구, 고객 센터, 자동 매표기, 유인 안내데스크   |
| 지하 1층 | 1호선 대합실                    | 1·4·5번 출구, 고객 센터, 자동 매표기, 유인 안내데스크 |
| 지하 1층 | 12호선 대합실                   | 8-10번 출구, 완충층(缓冲层)                           |
| 지하 2층 | 12호선 대합실                   | 6·7번 출구, 고객 센터, 자동 매표기, 유인 안내데스크   |
| 지하 2층 | ←                               | █ 1호선 푸진루 방면 (상하이 체육관)                   |
| 지하 2층 | 섬식 승강장, 왼쪽 출입문이 열림 |                                                       |
| 지하 2층 | →                               | █ 1호선 신좡 방면 (상하이 남역)                       |
| 지하 3층 | ←                               | █ 12호선 치신루 방면 (구이린궁위안)                   |
| 지하 3층 | 섬식 승강장, 왼쪽 출입문이 열림 |                                                       |
| 지하 3층 | →                               | █ 12호선 진하이루 방면 (룽차오루)                     |

### 승강장
1호선 차오바오루역은 승강장이 가장 좁은 역이자 상하이 지하철 1호선 가운데 가장 작은 역이다. 승강장 6.6m 넓이에 최대 2500명을 수용할 수 있다. 매일 혼잡시간대에 상·하행에는 승강장이 꽉 차 있다. 한편, 본 역은 상하이 지하철역 중 "가장 오래된" 지하철역이다. 1950년대에 지어져 1990년대에 상하이 지하철 1호선과 함께 사용되었기 때문에 본 역의 건축 방면에 많은 결함이 있다. 승강장은 폭이 좁은 데다 지하 설비가 승강장을 동서로 갈라 혼잡시간대 승객들의 대피 능력을 떨어뜨렸다. 또한 본 역은 환기시스템과 배출시스템의 능력이 비교적 약하며, 또한 역의 승객 흐름이 지속적으로 증가하여 시스템의 과부하를 유발하며, 대기환경도 비교적 좋지 않다.

## 연결 교통

### 버스
43, 43구간, 50, 92, 92B, 157, 166, 218, 301, 315, 326, 703, 703B, 704, 704B, 718, 809, 816, 946, 1203, 1204, 수민선(徐闵线), 후천선(沪陈线), 후쑹선(沪松线), 후서쿤역(沪佘昆线), 상서딩반선(上佘定班线), 후쑹 전용선(沪松专线（六汽）), 수민 야간선(徐闵夜宵线)